# Ronald McDonald

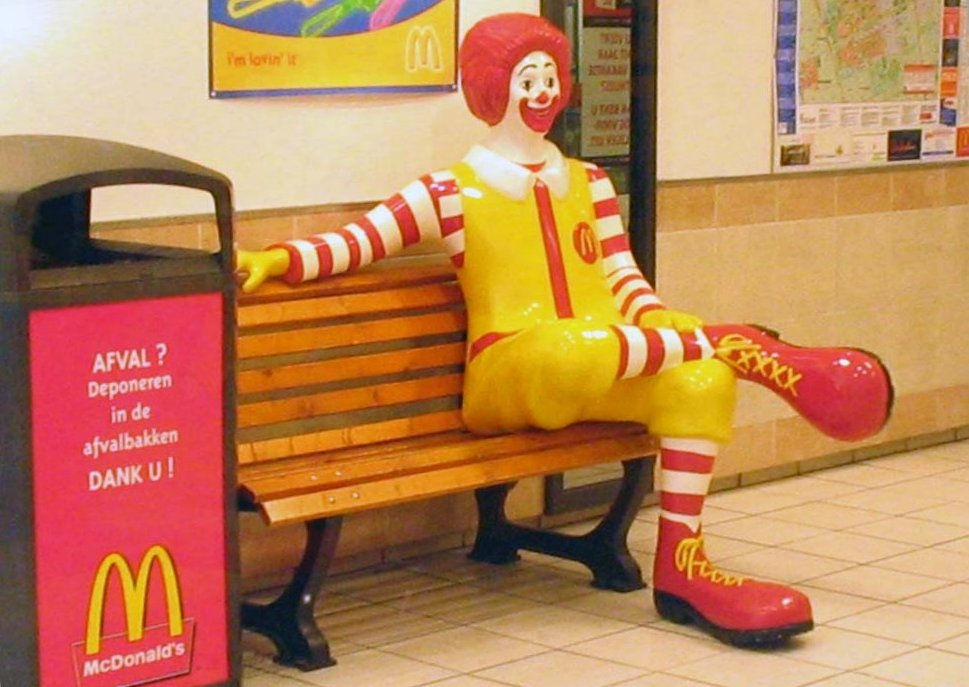
Ronald McDonald

Ronald McDonald é um personagem fictício vestido de palhaço, um dos símbolos da área de fast-foods McDonald's. Personagem criada dos 5 aos 35 anos, para tornar as pessoas mais felizes. A primeira pessoa a se vestir de Ronald McDonald foi Willard Scott.
Segundo o livro The Best of The Fast Food (2001), 96% das crianças estadunidenses são capazes de reconhecer Ronald McDonald, ele é um personagem quase tão conhecido quanto o Papai Noel. A rede de fast-food McDonald's, tinha sua merchandising sendo exibida no programa do palhaço Bozo (interpretado na época por Willard Scott), no entanto, a rede McDonald's criou seu próprio personagem, Ronald McDonald, e contratou Willard Scott para interpretá-lo.
Os atores que se caracterizaram como o Ronald McDonald foram: Mike Lorrence (1963-1965), Bev Bergeron (1966–1968), George Voorhis (1968–1988), Ray Rayner (1968–1969), Bob Brandon (1970–1975), King Moody (1975–1984), Squire Fridell (1984–1991), Jack Doepke (1990–1995), Viv Weekes, David Hussey, Bruce Sullivan (1995–2007), Brad Stuart (2007–2010) e Paul Willian (2010 - presente).
No Brasil, o ator Sandro Rocha, que fez o papel de major Rocha no filme Tropa de Elite 2: o Inimigo agora É Outro, já trabalhou fantasiado de Ronald McDonald, nas promoções do McDia Feliz.
O ator e dublador Wendel Bezerrra atuou como Ronald McDonald durante os seus primeiros anos de carreira.